# Lygon Street
Lygon Street è una strada di Melbourne (Australia) che si snoda nei sobborghi di Carlton, Carlton Nord, Princes Hill e Brunswick East.
La strada costituisce il cuore della Little Italy cittadina nome Lygon Street oggi è diventato sinonimo di bar e ristoranti italiani, situati soprattutto nell'area di Carlton. Fu il luogo in cui gli italo-australiani festeggiarono la vittoria italiana del campionato del mondo di calcio del 2006.

## Galleria d'immagini

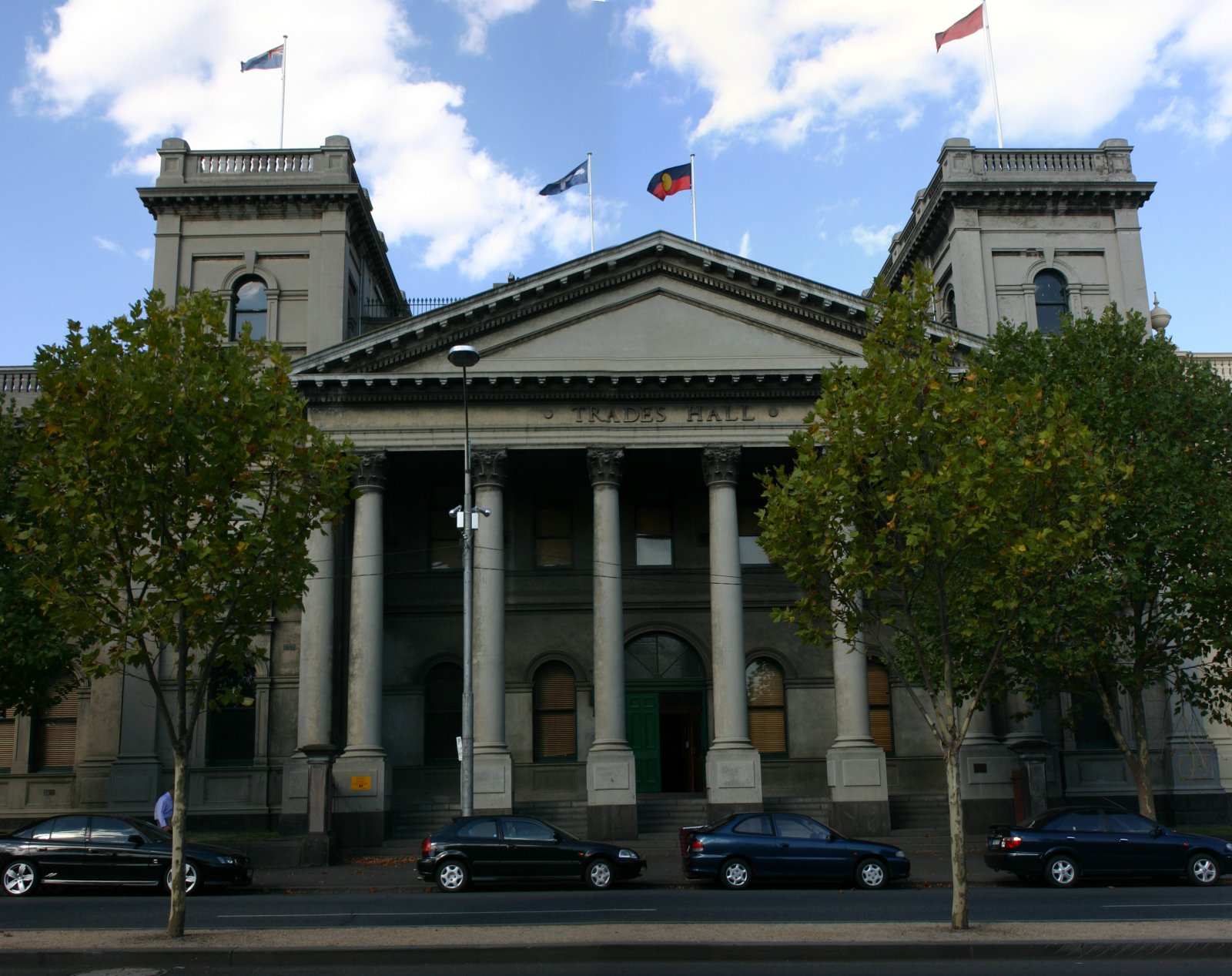
Melbourne Trades Hall.
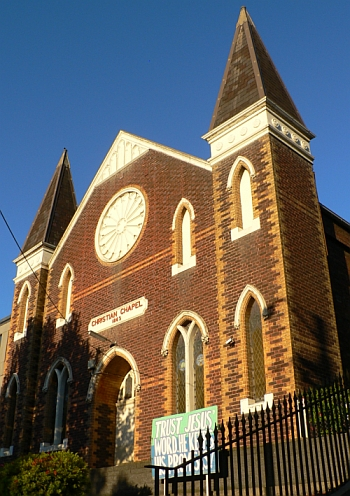
Cappella della Chiesa di Cristo
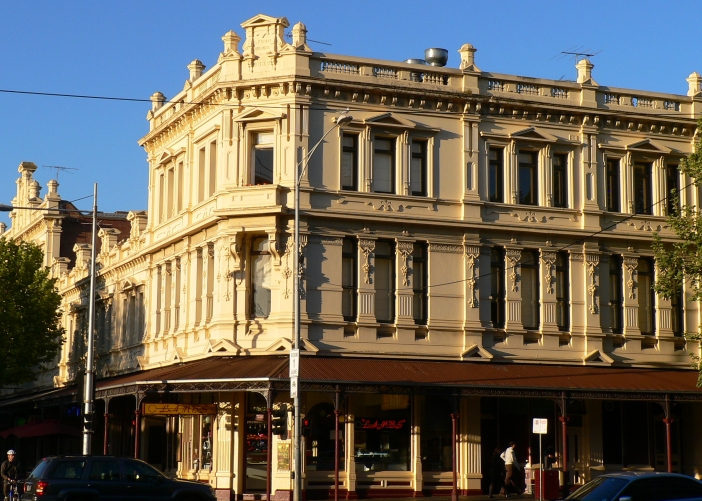
Edifici di Lygon costruiti nel 1888.